# Бартогайський сільський округ
Бартога́йський сільський округ (каз. Бартоғай ауылдық округі, рос. Бартогайский сельский округ) — адміністративна одиниця у складі Єнбекшиказахського району Алматинської області Казахстану. Адміністративний центр — село Хусаїна Біжанова.
Станом на 1989 рік існувала Октябрська сільська рада (села Байсеїт, Октябрське) колишнього Чиліцького району. До 2010 року сільський округ називався Октябрським.
Населення — 6906 осіб (2021; 7720 у 2009, 6246 у 1999, 6091 у 1989).

## Склад
До складу округу входять такі населені пункти:
| Населений пункт        | Населення, осіб (1989) | Населення, осіб (1999) | Населення, осіб (2009) | Населення, осіб (2021) |
| ---------------------- | ---------------------- | ---------------------- | ---------------------- | ---------------------- |
| Байсеїт, село          | 3062                   | 3412                   | 3635                   | 4032                   |
| Хусаїна Біжанова, село | 3029                   | 2834                   | 4085                   | 2874                   |